# Tymon Ateńczyk

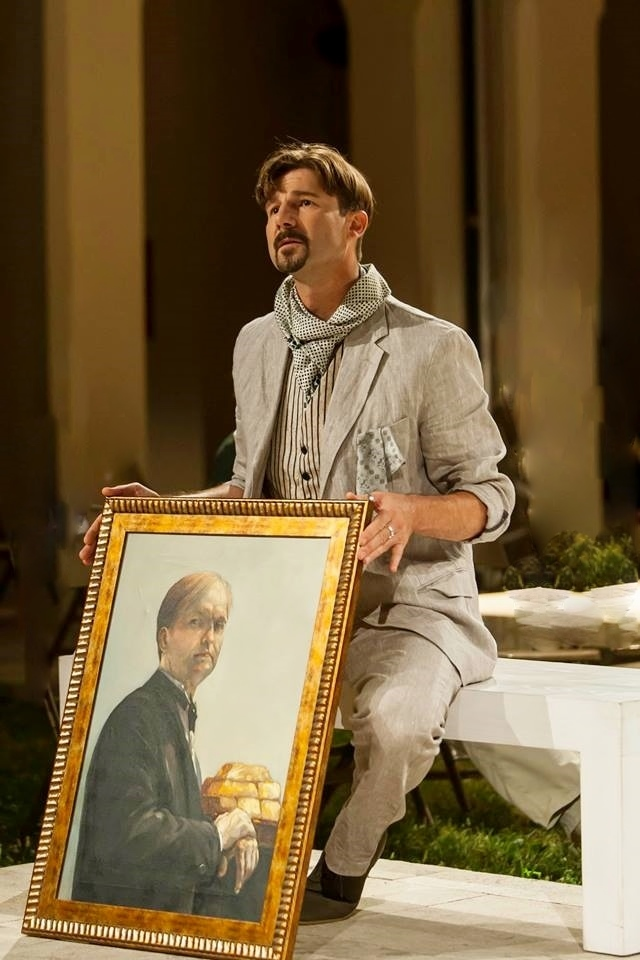
Josip Zovko jako malarz w tragedii Tymon Ateńczyk (HNK Split, 2013)

Tymon Ateńczyk (ang. Timon of Athens) – tragedia autorstwa Williama Shakespeare’a. Za materiały źródłowe, które posłużyły do jej napisania, uznaje się Życie Alcybiadesa Plutarcha i Tymona mizantropa Lukiana. 
Utwór ten jest przedmiotem wielu dyskusji, ze względu na to, że jest uważany za niedokończony. Istnieje także podejrzenie, iż jest to praca zbiorowa, być może nawet eksperymentalna. Nie jest znana dokładna data jego powstania, przyjmuje się jednak, że jest ona skrajna: Tymon Ateńczyk pochodzi albo z samego początku pracy Szekspira, albo z jej końca. Pomimo śmierci głównego bohatera, a także zakwalifikowania dzieła jako tragedii w Pierwszym Folio często uznaje się ją za tzw. komedię problematyczną. 

## Inscenizacja i publikacja
Po raz pierwszy utwór ten został opublikowany z Pierwszym Folio. Istnieje jednak przypuszczenie, że został napisany przed 1608 rokiem, gdyż ukazało się wtedy dzieło Humour Out of Breath, w którym można odczytać aluzje do Tymona Ateńczyka. 
Pierwsza znana inscenizacja pochodzi z 1678 roku, jej pełny tytuł brzmiał The History of Timon of Athens, the Man-Hater (w wolnym tłumaczeniu: Historia Tymona Ateńczyka, człowieka, który nienawidzi ludzi).

## Autorstwo

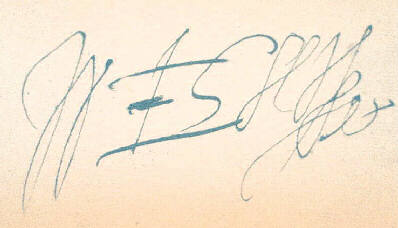
Podpis Williama Shakespeare’a

Literaturoznawcy do XIX w. sugerowali, że sztuka mogła mieć dwóch autorów, o odmiennej mentalności i przekonaniach. Jednym z prawdopodobnych autorów wraz z Szekspirem ma być Thomas Middleton, o czym po raz pierwszy wspomniano w opracowaniach z 1920 roku. 
Potencjalnym współautorem jest George Chapman, któremu często przypisuje się także autorstwo Skargi zakochanej. Niemniej jednak, w dziele tym użyte są liczne zwroty i rozwiązania, znane z dzieł Middletona, a rzadkie u Szekspira.

## Postaci
- Tymon – ateński możny, bogaty człowiek.
- Alcybiades – wojskowy, kapitan brygady; przyjaciel Tymona.
- Apemantus – filozof, mający duży wpływ na Tymona, jednocześnie krytyczny wobec niego.
- Flawiusz – główny służący Tymona.
- Flaminiusz – służący Tymona.
- Serwiliusz – służący Tymona.
- Lucjusz – służący Tymona.
- Ventidiusz – fałszywy przyjaciel Tymona.
- Lucullus – „przyjaciel” Tymona, pełen zawiści.
- Lucjusz – hipokryta, jeden z „przyjaciół” Tymona.
- Semproniusz – „przyjaciel” Tymona.

## Fabuła

### Akt I
Tymon wydaje przyjęcie, nie licząc się z jego kosztami. Przyjmuje liczne prezenty od swoich gości, takie jak dzieła sztuki czy biżuteria. Kiedy na skargę przychodzi pewien mężczyzna, któremu jeden ze służących uwiódł córkę, Tymon wypłaca mu trzy talenty, mając na uwadze szczęście swojego sługi. Wygłasza przemówienie, w którym podkreśla ogromną rolę przyjaźni. Kiedy zabawa dobiega końca, bohater oddaje swoim przyjaciołom własne konie, które mają im posłużyć nazajutrz do polowania. 

### Akt II
Flawiusz narzeka na rozrzutność swojego pana, na mecenat wobec kiepskich artystów i finansowe wspieranie fałszywych przyjaciół. Kiedy Tymon wraca z polowania, dowiaduje się, że popadł w długi i cały jego majątek przepadł. Apemantus wyśmiewa go, jednocześnie broni przed wierzycielami, którzy pukają do bram jego posiadłości. Tymon posyła po pomoc do przyjaciół, których uważa za najbliższych. 

### Akt III
Wszyscy służący zostają odesłani z kwitkiem. Jeden z nich zostaje zabity przez żołnierza Alcybiadesa, który był gorącej krwi. Alcybiades prosi Senat, aby uznał tę zbrodnię za zbrodnię w afekcie. Jego racje nie zostają wysłuchane, Alcybiades zostaje wygnany. Odchodząc, obiecuje pomstę. Tymon, wraz ze służbą, obmyśla plan zemsty na swoich fałszywych przyjaciołach podczas kolejnej uczty.

### Akt IV i V
Przyjęcie jest o wiele mniejsze, zaproszeni zostają tylko ci, którzy zdradzili bohatera. Na salę wjeżdżają tace z jadłem, jednak nie ma na nich nic innego niż kamienie i gorąca woda. Tymon rzuca ich zawartością w gości, po czym ucieka z własnego domu. Lojalny Flawiusz udaje się, aby go odnaleźć. 
Tymon zamieszkuje w dziczy, w jaskini, gdzie żywi się korzeniami. Udaje mu się tam jednak odnaleźć żyłę złota. Przed Flawiuszem docierają do niego poplecznicy Alcybiadesa, którzy namawiają go do wsparcia pieniężnego rebelii Alcybiadesa.
Do Tymona dociera Flawiusz, który także jest zainteresowany pieniędzmi, przede wszystkim ma jednak na uwadze powrót swojego pana do domu. Tymon orientuje się, że Flawiusz jest jego jedynym przyjacielem, jednocześnie jedynie zwykłym sługą. Bohater umiera w głuszy, wcześniej jednak nawołuje fałszywych przyjaciół do powieszenia się. Sztukę kończy Alcybiades, który odnajduje nagrobek Tymona i odczytuje z niego gorzkie epitafium, napisane przez samego zmarłego.

## Komentarz
Za niedokończeniem tego dzieła przemawia fakt, iż pojawiają się liczne postaci, które nie mówią nic, lub mówią bardzo mało. Istnieją także liczne niedopowiedzenia. Jednocześnie trzeba zauważyć, że z podobną sytuacją mamy styczność w Straconych zachodach miłości i Juliuszu Cezarze. Inne wytłumaczenie mówi, że istniały dwie drukowane wersje tego utworu, przy czym tylko jedna była tą właściwą.